# 省港一號通緝犯
《省港一號通緝犯》是由黃志強執導的1994年香港警匪片，主演陣容包括黃秋生、吳興國、于榮光、吳家麗、陳明真。 

## 劇情簡介
多名粵港通緝犯在香港搶劫一家麻將館，恰巧遇到巡邏的PTU警員。雙方爆發槍戰，負傷的匪徒決定逃回大陸暫避風頭。不久，香港警察洪Sir接手此案，並與深圳警察王軍合作。儘管兩人因觀念不同而產生一些矛盾，但最終還是成功將匪徒繩之以法。

## 演員表
| 演員   | 角色          | 粵語配音 |
| 黃秋生 | 洪Sir（督察） | 黃秋生   |
| 吳興國 | 王軍（隊長）  | 朱子聰   |
| 于榮光 | 沈子雄        | 張炳強   |
| 吳家麗 | 巧兒          | 黃鳳英   |
| 陳明真 | 林仙          | 沈小蘭   |
| 邱建國 | 沈子雄伙伴    | 賈鳳悟   |
| 哈小姚 |               |          |
| 羅禮賢 | 沈子雄手下    |          |
| 陳成林 |               |          |
| 楊林   |               |          |
| 譚俏   |               |          |
| 覃儉   |               |          |
| 路俊   |               |          |

## 外部連結
- AllMovie上《省港一號通緝犯》的资料（英文）
- 香港影庫上《省港一號通緝犯》的資料（繁體中文）
- 互联网电影数据库（IMDb）上《省港一號通緝犯》的资料（英文）